# Jimmy Pop

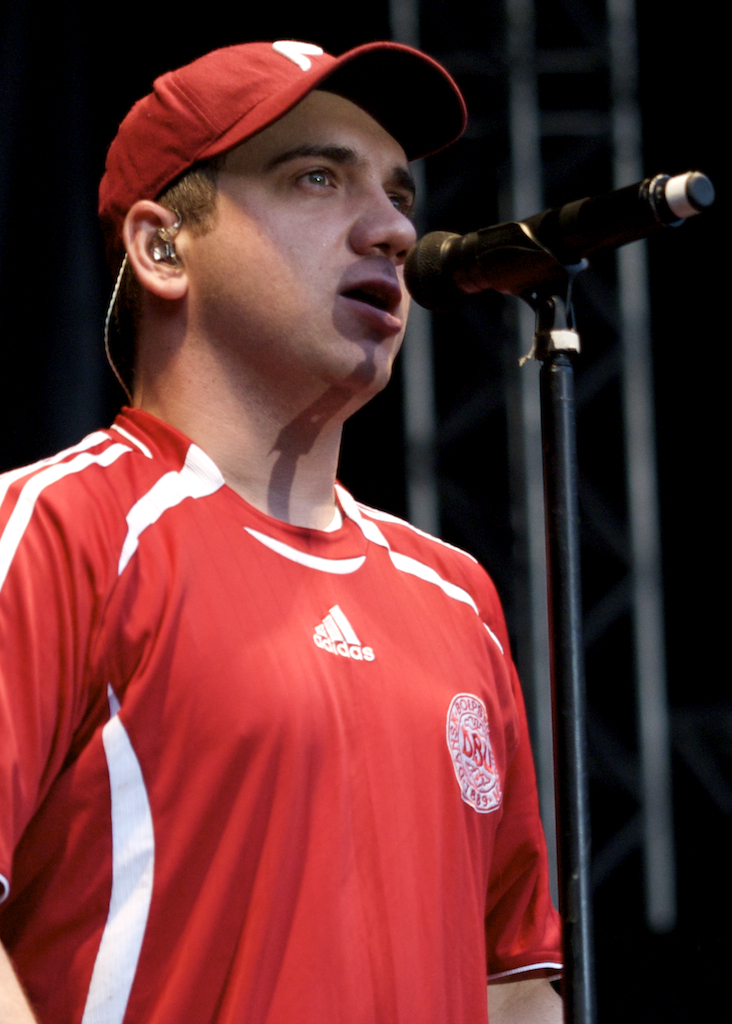
Jimmy Pop, Nibe Festival 2009

Jimmy Pop, früher auch Jimmy Pop Ali (* 27. August 1972 in Trappe, Pennsylvania, als James Moyer Franks), ist ein US-amerikanischer Musiker. Er ist Sänger, Rapper, Songwriter und Rhythmusgitarrist der Rockband Bloodhound Gang.

## Biografie
Nach seinem Abschluss auf der Perkiomen Valley High School studierte er Kommunikation und Geschichte auf der Temple University in Pennsylvania, wo er den späteren Bloodhound-Gang-Bassisten Jared Hennegan kennenlernte. Mit seinen Studienkollegen Daddy Long Legs, Bubba K Love und Foof gründete er 1992 die Bloodhound Gang und produzierte damals noch die ersten Alben selbst, um Geld zu sparen. 
Bis zum Ende der aktiven Zeit der Band war Jimmy Pop der Produzent der Bloodhound Gang, um die Kontrolle über die Band zu behalten. Gitarre spielte Jimmy Pop nur auf Konzerten, Studiogitarrist war Lupus Thunder. 
Jimmy Pop ist Gründer und Besitzer der Jimmy Franks Recording Company, bei der die Bloodhound Gang ihre CDs veröffentlicht hatte. Er spielte außerdem in einigen Folgen der MTV-Serie Viva La Bam sowie in Bam Margeras Film Where the ♯$&% Is Santa? mit und nahm einen Song mit dem deutschen DJ Tomcraft auf. Im August 2010 erschien Disco Pogo von den Atzen und Jimmy Pop in den USA.